# Dim
 Ovo je glavno značenje pojma Dim. Za druga značenja pogledajte Deimos (mitologija).
Dim je mali broj malih čestica rasutih u zraku, koje su nastale nepotpunim izgararanjem tvari. Obično je nepoželjan kod goriva i požara, ali može također biti poželjan prilikom zaprašivanja pesticidima, komunikacije dimnim signalima, obrane (dimna zavjesa) ili udisanje prilikom aktivnog pušenja, konzumacije raznih narkotičnih sredstava itd.
Udisanje dima je glavni razlog smrti žrtava požara u zatvorenom prostoru. Dim usmrćuje kombinacijom oštećenja nanesenih visokom temperaturom, trovanja, i nadraživanjem pluća uzrokovanim ugljikovim monoksidom (CO), cijanidnom kiselinom (HCN) i ostalim štetnim tvarima.

## Vanjske poveznice

### Ostali projekti
|  | Zajednički poslužitelj ima stranicu o temi Dim    |
|  | Zajednički poslužitelj ima još gradiva o temi Dim |

### Štetnost duhanskog dima
- O štetnosti pušačkog dima, pasivnom pušenju i posljedicama